# Pella (ville)
Pour les articles homonymes, voir Pella.
Ne doit pas être confondu avec Pella (cité antique).
Pella (en grec : Πέλλα / Pélla) est une ville du dème du même nom en Macédoine-Centrale, Grèce. 
Selon le recensement de 2011, la population de Pella compte 2 450 habitants. 

## Généralités
Pella est le nom de la ville fondée par Archélaos Ier, vers 400 avant J.-C. Pendant les empires byzantin et ottoman, le nom est changé en Ágii Apóstoli ( Άγιοι Απόστολοι, en français : Saint-Apôtres) et la localité était également connue sous le nom de Postól (Ποστόλ). En 1926, elle retrouve son nom d'origine. 
La ville de Pella (également connue sous le nom d'Ancienne Pella) est construite sur une colline à une distance d'un kilomètre de la route de Thessalonique à Édessa, ainsi que du site archéologique et à 7 km de Giannitsá, siège du dème de Pella. Au sud de la route se trouve la plaine fertile qui résulte du drainage du lac Loudia ou lac de Giannitsá par l'American Foundation Company, entre 1927 et 1937. 